# Cmentarz parafialny w Krasnem (powiat przasnyski)
Cmentarz parafii św. Jana Chrzciciela w Krasnem lub też cmentarz parafialny w Krasnem, cmentarz w Krasnem – cmentarz rzymskokatolicki znajdujący się we wsi Krasne w gminie Krasne, w powiecie przasnyskim, w województwie mazowieckim.
Powstał w połowie XIX wieku. Ujęty jest w ewidencji zabytków.

## Osoby pochowane na cmentarzu
- Marian Kakowski (zm. 1977) – polski działacz konspiracji w trakcie II wojny światowej, żołnierz AK, uczestnik powstania warszawskiego[2]
- Witold Stanisław Sujkowski (1910–1984) – polski duchowny rzymskokatolicki, ksiądz kanonik, proboszcz parafii św. Jana Chrzciciela w Krasnem w latach 1946–1984[3]
- Tadeusz Załęski (1921–2010) – polski nauczyciel i poeta[4]